# James Arthur Bennett
James Arthur Bennett, genannt Jim Bennett (* 2. April 1947; † 28. Oktober 2023), war ein britischer Wissenschaftshistoriker.

## Werdegang
Jim Bennett besuchte die Grosvenor High School in Belfast und studierte am  Clare College der Universität Cambridge mit Bachelor-Abschluss 1969 und Promotion 1974. Er war am Science Museum in London (an dem er Keeper Emeritus ist), Kurator der wissenschaftlichen Sammlungen der Universität Cambridge (Whipple Museum) sowie Senior Tutor und Fellow des Churchill College in Cambridge und am National Maritime Museum in Greenwich. Von 1994 bis 2012 war er Direktor (Keeper) des History of Science Museum in Oxford und international anerkannter Experte für die Geschichte wissenschaftlicher Instrumente, speziell in Astronomie, Navigation und praktischer Mathematik. Außerdem war er Hochschullehrer in Oxford (Oxford Centre for the History of Science, Medicine, and Technology).
Er war auch nach seiner Emeritierung aktiv in der Hakluyt Society und war von 2016 bis 2021 deren Präsident.
Er war Fellow des Linacre College in Oxford und erhielt dort 2010 den Titel Professor of History.
2016 erhielt er den Paul Bunge Preis der Deutschen Chemischen Gesellschaft und 2018 den Physics Espoire Prize der European Physical Society. 2020 erhielt er die George-Sarton-Medaille. Er war Präsident der British Society for the History of Science und der Kommission für wissenschaftliche Instrumente der International Union of History and Philosophy of Science.
Bennett starb am 28. Oktober 2023 im Alter von 76 Jahren.

## Schriften (Auswahl)
Bücher:
- The mathematical science of Christopher Wren, Cambridge University Press, 1982.
- The Divided Circle: A History of Instruments for Astronomy, Navigation and Surveying, Oxford, 1987.
- Church, State and Astronomy in Ireland, 200 Years of Armagh Observatory, Belfast, 1990.
- mit S. Mandelbrote: The Garden, the Ark, the Tower, the Temple. Biblical Metaphors of Knowledge in Early Modern Europe, Oxford, 1998.
- Practical Geometry and Operative Knowledge, Configurations, 6, 1998.
- mit Michael Cooper, Michael Hunter, Lisa Jardine: London's Leonardo: The Life and Work of Robert Hooke, Oxford University Press, 2003.
- Navigation:a very short history, Oxford UP 2017

Einige Aufsätze:
- Christopher Wren. Astronomy, Architecture, and the Mathematical Sciences, in: Journal for the History of Astronomy, Band 6, 1975, S. 149–184
- Mathematical Instruments in Florence: a Cataloguing Project and its Relevance for Historians of the Sixteenth Century, Oberwolfach Reports, Band 14, 2017, S. 3477–3480
- Instruments and Practical Mathematics in the Commonwealth of Richard Hakluyt, in: Anthony Payne (Hrsg.), Hakluyt & Oxford. Essays and Exhibitions Marking the Quartercentenary of the Death of Richard Hakluyt, London, The Hakluyt Society, 2017, S. 35–52
- Prenten en de prentkunst in het werk van Robert Hooke, in: Esther van Gelder u. a., Dingen die ergens toe dienen: Verhalen over materiële cultuur van wetenschap, Hilversum, 2017, S. 12–15
- mit Sylvia Sumira: Were Globes Used in the Practice of Early Modern Astrology ?, in: Richard Dunn, Silke Ackermann, Giorgio Strano (Hrsg.), Heaven and Earth United: Instruments in Astrological Contexts, Leiden: Brill, 2018, S. 210–229
- mit Rebekah Higgitt: London 1600-1800: Communities of Natural Knowledge and Artificial Practice, British Journal for the History of Science, Band 52, 2019, S. 183–196
- Adventures with Instruments: Science and Seafaring in the Precarious Career of Christopher Middleton, Notes and Records: The Royal Society Journal of the History of Science, Band 73, 2019, S. 303–327
- Mathematicians on Board: Introducing Lunar Distances to Life at Sea, British Journal for the History of Science, Band 52, 2019, S. 65–83
- Thomas Tompion, Robert Hooke and Christopher Wren, in: The Clive Collection of Exceptional Clocks and Watches, London: Bonhams, 2019, S. 23–25
- That incomparable instrument maker”: the reputation of Henry Sutton, in: J. Nall, L. Taub, F. Willmoth (Hrsg.), The Whipple Museum of the History of Science, Cambridge, 2019, S. 83–100
- The First Nautical Almanac and Astronomical Ephemeris, in: C. Hohenkerk, K. Seidelmann (Hrsg.) The History of Celestial Navigation, Cham, 2020, S. 145–156